# Vietnam na Letních olympijských hrách 1996
Vietnam se účastnil Letní olympiády 1996 ve čtyřech sportech a zastupovalo jej 6 sportovců (3 muži a 3 ženy). Byla to třetí účast Vietnamu na LOH. Vietnam nezískal žádnou medaili.

## Seznam všech zúčastněných sportovců
| Číslo | Jméno                 | Pohlaví | Věk | Sport             |
| ----- | --------------------- | ------- | --- | ----------------- |
| 1     | Lâm Hải Vân           | Muž     | 21  | Atletika          |
| 2     | Vũ Bích Hương         | Žena    | 26  | Atletika          |
| 3     | Cao Ngọc Phương Trịnh | Žena    | 23  | Judo              |
| 4     | Trương Ngọc Tuấn      | Muž     | 19  | Plavání           |
| 5     | Võ Trần Trương An     | Žena    | 15  | Plavání           |
| 6     | Trịnh Quốc Việt       | Muž     | 29  | Sportovní střelba |